# Strandkorn
Strandkorn (Hordeum marinum) är en växtart i familjen gräs.